# Oudekerksplein
Oudekerksplein (in italiano Piazza della Chiesa Vecchia) è una piazza del centro di Amsterdam che prende il nome dalla Oude Kerk, la chiesa del XIV secolo che domina la piazza.

## Storia
Inizialmente la piazza era un cimitero che, nel 1655, fu spostato in una nuova posizione oltre i confini cittadini dando vita all'attuale piazza.
Oudekerksplein si trova nel cuore del quartiere a luci rosse di De Wallen e sulla piazza si affacciano 35 finestre da cui le prostitute offrono i loro servizi. Come parte del cosiddetto Progetto 1012 (presentato per la prima volta nel 2007), il governo della città di Amsterdam vuole rimuovere tutti i bordelli dalla piazza e sostituirli con ristoranti, negozi, laboratori di artisti e così via. Fa parte del piano anche la chiusura del coffee-shop presente nella piazza.
Nel marzo del 2019 è stato annunciato che la città vieterà le visite guidate del quartiere a luci rosse a partire dal gennaio 2020, che ad oggi si contano in più di 1.000 a settimana.
Sulla piazza è presente dal 2007 una statua collocata in onore delle prostitute del mondo e sul selciato è presente un rilievo in bronzo di una mano che accarezza un seno femminile, opera di un artista anonimo.